# Rudolf Mrugała
Rudolf Paweł Mrugała (ur. grudzień 1954) – polski jeździec i trener jeździectwa.

## Życiorys
W latach 1970–1975 uczęszczał do Zespołu Szkół Rolniczych w Prudniku. Wielokrotny medalista mistrzostw Polski. Był pierwszym po 1945 polskim jeźdźcem, który wystartował w finale Pucharu Świata, a także pierwszym zwycięzcą Ligi Środkowoeuropejskiej Pucharu Świata. Uczestniczył w 46 Pucharach Narodowych.
Został prezesem i trenerem Ludowego Klubu Jeździeckiego w Mosznej koło Prudnika. Wykładowca kursów na stopień Instruktora Jazdy Konnej. W wyborach samorządowych w 2010 bezskutecznie ubiegał się o mandat radnego Sejmiku Województwa Opolskiego z list Platformy Obywatelskiej.
Trenował polską kadrę juniorów i młodych jeźdźców w skokach przez przeszkody. Kadra narodowa zdobyła z nim dwukrotny tytuł mistrza Europy juniorów, awans reprezentacji Polski seniorów do Igrzysk Olimpijskich 2008 w Pekinie oraz awans reprezentacji Polski do Super Ligi. We wrześniu 2017 został powołany na stanowisko pierwszego trenera kadry narodowej w skokach przez przeszkody.
Jego syn, Mateusz, uprawiał jeździectwo w klubie Olimp Prudnik.

## Osiągnięcia
Wybrane osiągnięcia w karierze zawodniczej:
| Rok  | Konkurencja                                   | Miejsce | Koń               | Uwagi               |
| ---- | --------------------------------------------- | ------- | ----------------- | ------------------- |
| 1971 | mistrzostwa Polski w jeździectwie             | złoto   | Farsa (klacz)     |                     |
| 1972 | mistrzostwa Polski w jeździectwie             | złoto   | Farsa (klacz)     |                     |
| 1974 | mistrzostwa Polski w skokach przez przeszkody | srebro  | Farsa (klacz)     |                     |
| 1978 | mistrzostwa Polski w skokach przez przeszkody | 9.      | Orneta II (klacz) |                     |
| 1982 | Klubowy Puchar Polski                         | brąz    | Star (ogier)      |                     |
| 1984 | mistrzostwa Polski w skokach przez przeszkody | srebro  | Gaudeamus (ogier) |                     |
| 1985 | mistrzostwa Polski w skokach przez przeszkody | srebro  | Gaudeamus (ogier) |                     |
| 1987 | mistrzostwa Polski w skokach przez przeszkody | 7.      | Czaprak (ogier)   |                     |
| 1988 | mistrzostwa Polski LSZ                        | brąz    | Ignam (ogier)     | seniorzy            |
| 1988 | CSIO Sopot                                    | 5.      | Ignam (ogier)     | nr. 5 zwykły 150 cm |
| 1988 | mistrzostwa Polski w skokach przez przeszkody | 4.      | Ignam (ogier)     |                     |
| 1988 | CSIO Sopot                                    | złoto   | Ignam (ogier)     | nr. 8 zwykły 150 cm |
| 1989 | mistrzostwa Polski w skokach przez przeszkody | srebro  | Ignam (ogier)     |                     |
| 1989 | CSIO Sopot                                    | 4.      | Ignam (ogier)     | nr. 2 dokł. 150 cm  |
| 1989 | CSIO Sopot                                    | 4.      | Czaprak (ogier)   | nr. 6 spec. 140 cm  |
| 1990 | CSIO Sopot                                    | 7.      | Ignam (ogier)     | Puchar Narodów      |